# Ватанабэ Кадзан

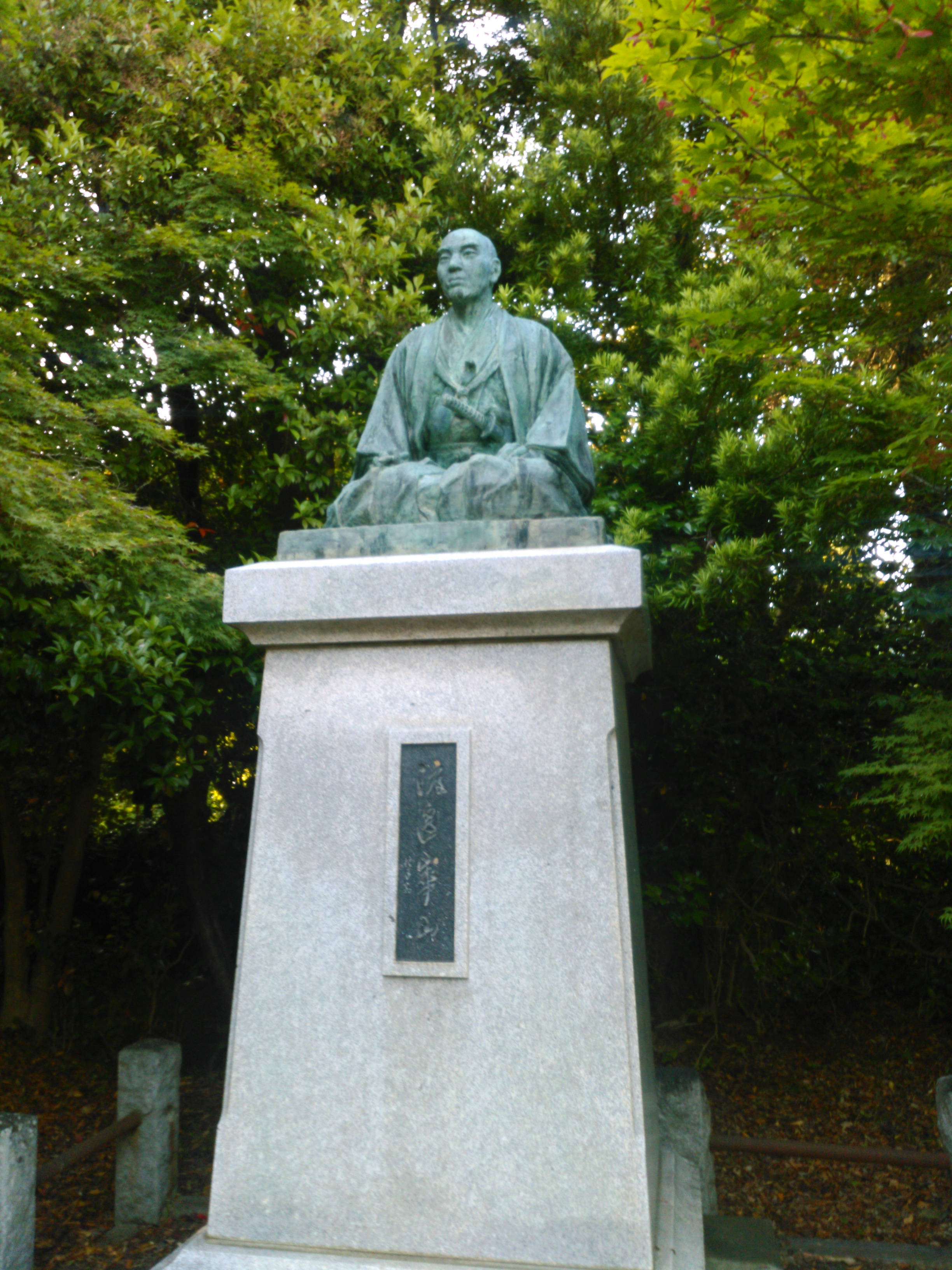
Памятник Кадзану Ватанабэ в парке Икенохара г. Тахара

Ватанабэ Кадзан (яп.  渡辺崋山; 20 октября 1793, Эдо — 23 ноября 1841, Тахара, Айти, Япония) — японский художник, учёный и политик. Самурай периода правления Токугава Иэсада, 13-го сёгуна Японии из династии Токугава.

## Биография
Представитель знатного обедневшего самурайского клана. Несмотря на знатное происхождение, семья его жила довольно бедно, и с малых лет Кадзан стал помогать ей своими живописными работами. Он учился искусству живописи у известного мастера Тани Бунтё и живописца Сиракава Сидзана. Продавая свои работы, Кадзан никогда не рассматривал их, как источник обогащения, это было его средством помощи ближним.
Старейшина клана Тавара провинции Микава. Проницательный политик, энергичный общественный деятель и образованный ученый, обладавший значительной реальной властью в своём округе. Став видным человеком в своем клане и сделавшись управителем округа, он сохранил добродетельную заботу о бедняках уже в масштабах всей своей области. Все источники отмечают, что в его землях нельзя было встретить ни одного голодного нищего. Кадзан не только занимался благотворительностью, он разумными экономическими мерами способствовал поднятию уровня жизни подданных, учил их передовым методам сельского хозяйства, используя познания в европейской агрономической науке. Сам Кадзан довольствовался благородной бедностью.
Ортодоксальный конфуцианец, он верил в преданность своему господину; в то же время испытывал оптимизм в отношении внедрения в Японии достижений европейской мысли в сфере науки и политики. Выступал против политики изоляционизма сёгуната Токугава и призвал к установлению торговых и культурных контактов с Западом. Написал по этому поводу несколько трудов, которые были расценены официальной властью как критические. Хотя Ватанабэ попытался скрыть эти труды, их нашли, а самого Ватанабэ посадили под домашний арест, провёл несколько лет под арестом.
Одним из условий заключения было то, что художник не будет продавать свои произведения, но для того, чтобы прокормиться, ему пришлось продавать их.
Свою жизнь Ватанабэ Кадзан прервал накануне открытия персональной выставки, как истинный самурай — путём сеппуку.

## Творчество
В истории японского искусства известен под именем Кадзан, что означает «Гора цветов». Наряду с Бусоном Кадзан считается крупнейшим представителем живописи нанга или живописи художников-интеллектуалов (бундзинга). Композиции Кадзана на классические темы являются синтезом достижений традиционного японского искусства, обобщением многовекового опыта. Однако он не ограничивал себя воспроизведением канонических моделей, доставшихся в наследство от стародавних времен. Одним из первых Кадзан пытался освоить систему западной живописи и стал писать портреты с использованием светотеневой моделировки объемов. Именно эти работы, «картинки в манере рыжеволосых варваров», официальные органы сочли портящими вкусы и оскорбляющими нравственность.

## Работы Кадзана Ватанабэ

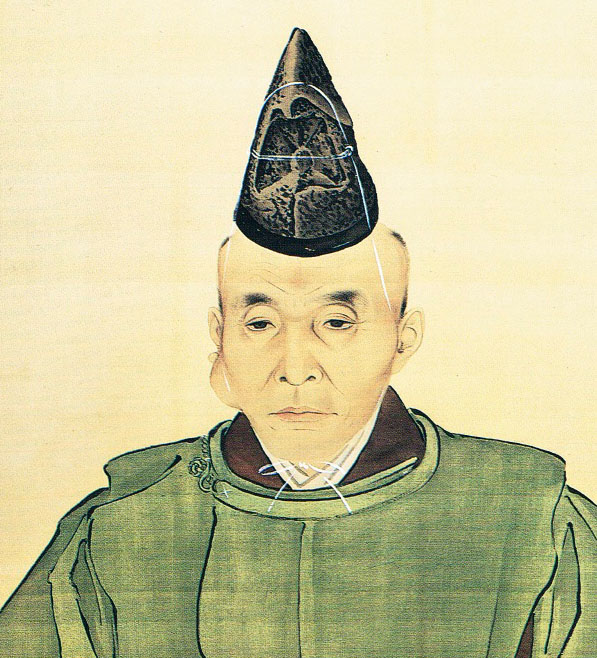
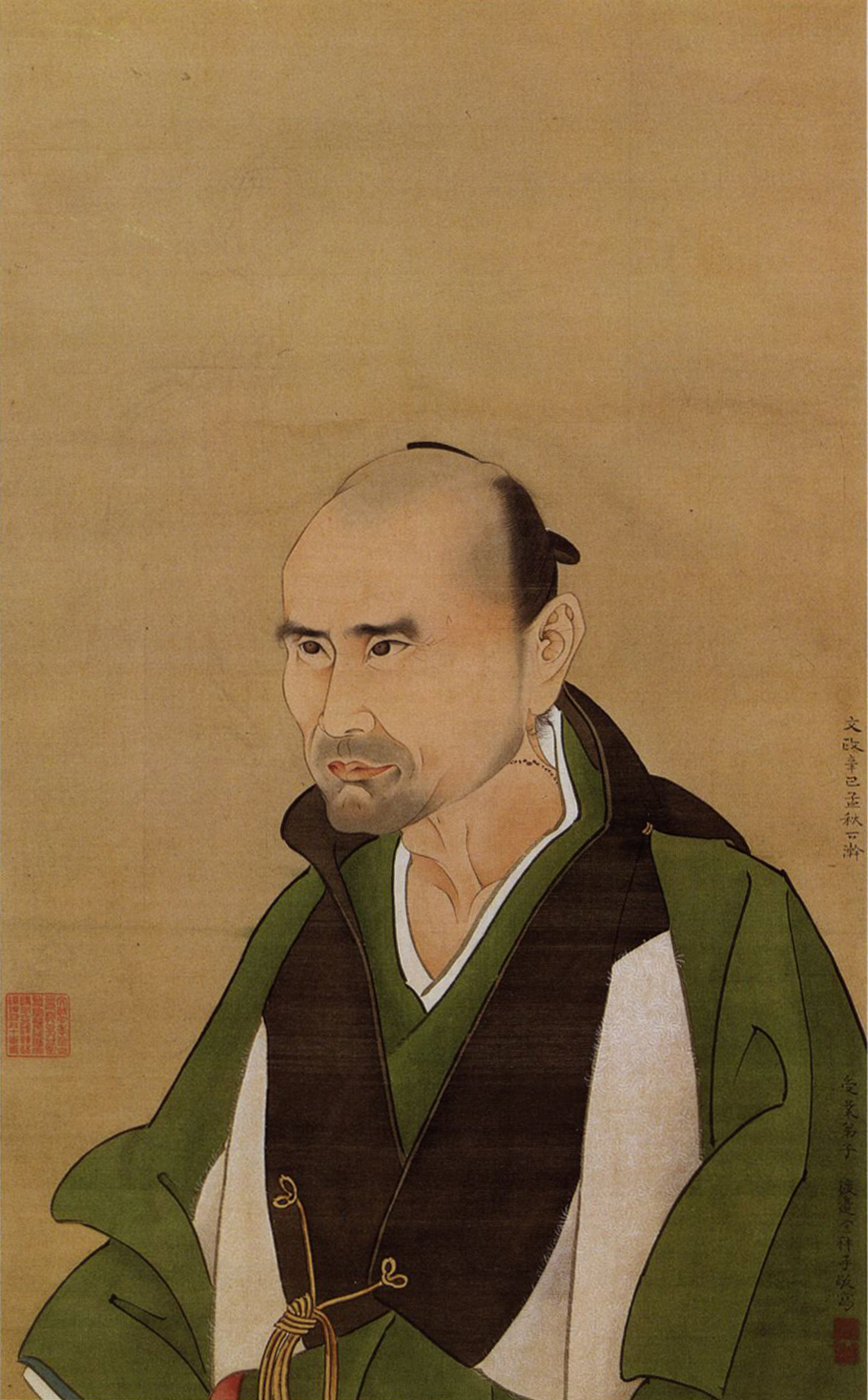
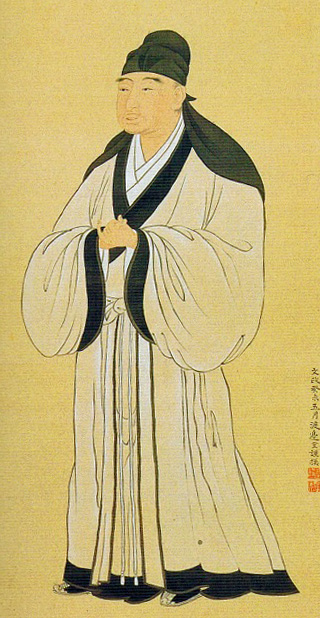
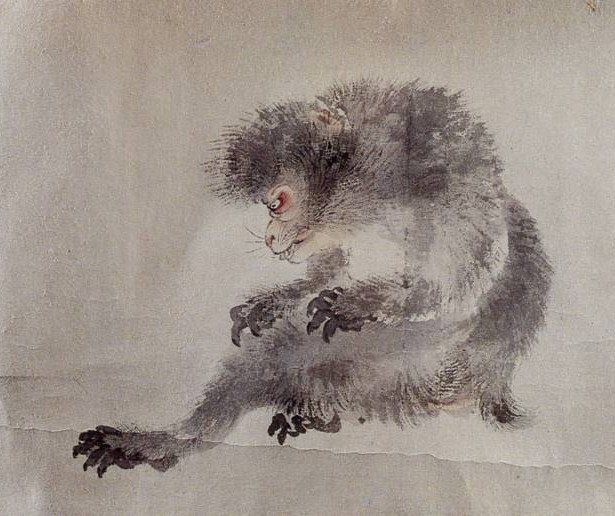